# Карс (канонерская лодка)
«Карс» — канонерская лодка российского императорского, азербайджанского и советского флота. Головная в серии из двух кораблей.

## Строительство
Заложена в декабре 1908 года (Новое Адмиралтейство, Санкт-Петербург), а в августе 1909 года включена в списки флота. Спущена 22 августа 1909 года. Вступила в строй в 1910 году. С 28 апреля по 7 июля 1911 года по внутренним водным путям переведена на Каспийское море в Каспийскую флотилию Российского императорского флота.

## Служба
В июне 1916 года для усиления на Чёрном море противолодочной обороны с «Карса» сняли кормовые 120-мм и 75-мм орудия, чтобы установить их на транспортные суда, и только в июне 1918 года корабль довооружили тремя 102-мм орудиями. В этом году была провозглашена независимость Азербайджанской Демократической Республики (АДР).
В августе 1919 года, после ухода из страны англичан, военным министром АДР был сформирован Военный порт и преобразована Каспийская военная флотилия, в составе которой была и канонерская лодка «Карс» Также в состав флотилии вошли: канонерская лодка «Ардаган», посыльные и вспомогательные суда — «Астрабад», «Аракс», «Нарген» и др.
В конце апреля 1920 года власть перешла к большевикам. А канонерская лодка «Карс» с 19 мая 1920 года вошла в состав Красного флота Азербайджанской ССР затем в Морские силы Каспийского моря под именем «Ленин». Участвовала в операции по возвращению русских кораблей, уведенных белогвардейцами в иранский порт Энзели, а также в подавлении контрреволюционных мятежей на территории Азербайджана.
«Ленин» прошел капитальный ремонт в 1925—1927 годах.
27 июня 1931 года корабль перешёл в состав переименованной из Морских сил Каспийского моря Каспийской флотилии.
С 1938 года по 1940 год — капитальный ремонт.
В годы Великой Отечественной войны обеспечивала воинские и народно-хозяйственные перевозки на Каспийском море.
С декабря 1954 года выведена из боевого состава и переклассифицирована в плавучую казарму (ПКЗ). С 13 мая 1955 года — ПКЗ-100.
28 января 1958 года исключена из списков ВМФ и сдана в отдел фондового имущества для разделки на металл.

## Командиры
- 1910—1911 — Капитан 2-го ранга Сыровяткин, Пётр Константинович[3].
- 1911—1916 — капитан 2-го ранга (с 6 декабря 1914 года капитан 1-го ранга) Викорст, Николай Эммануилович
- 1920—11.1922 — Самойлов, Константин Иванович
- 09.1936—07.1938 — Лежава, Владимир Несторович